# Las ruinas del Edén
Las ruinas del Edén, disco del grupo español de Metal/Rock, Avalanch, que reedita sus antiguas canciones tocadas por la nueva formación y de la forma en que lo hacen en directo. Ramón Lage consigue con su voz darle un nuevo aire a los temas de siempre adaptándolos a él como si siempre los hubiera cantado.

## Canciones
1. Juego Cruel
2. Delirios de Grandeza
3. Xana
4. Lucero
5. Vientos del Sur
6. El Ángel Caído
7. El Viejo Torreón
8. Corazón Negro
9. Pelayo
10. Levántate y Anda
11. Antojo de un Dios
12. Cambaral
13. Las Ruinas del Edén